# Risk
Pour les articles homonymes, voir Risk (homonymie).
 (juillet 2014).
Si vous disposez d'ouvrages ou d'articles de référence ou si vous connaissez des sites web de qualité traitant du thème abordé ici, merci de compléter l'article en donnant les références utiles à sa vérifiabilité et en les liant à la section « Notes et références ».
Risk est un jeu de société de stratégie créé par le français Albert Lamorisse en 1957 et initialement édité par Miro Company sous le nom La Conquête du Monde. Il est aujourd'hui édité par Parker, une société du groupe Hasbro.
Il partage de nombreuses caractéristiques avec le jeu de guerre mais en plus simple et abstrait. Les pions de référence sont le canon, le cavalier et le soldat. Ce n’est pas vraiment de la stratégie militaire, mais il permet de mesurer l’étendue du monde, le coût de la logistique d’une campagne militaire et combien la chance bonne ou mauvaise aux moments cruciaux peut orienter l’évolution donc le résultat. Il permet aussi d’appréhender la psychologie qui mène les nations à tant investir dans les forces armées pour se protéger de leurs rivaux.

## Système de jeu

### Vue générale et règles principales

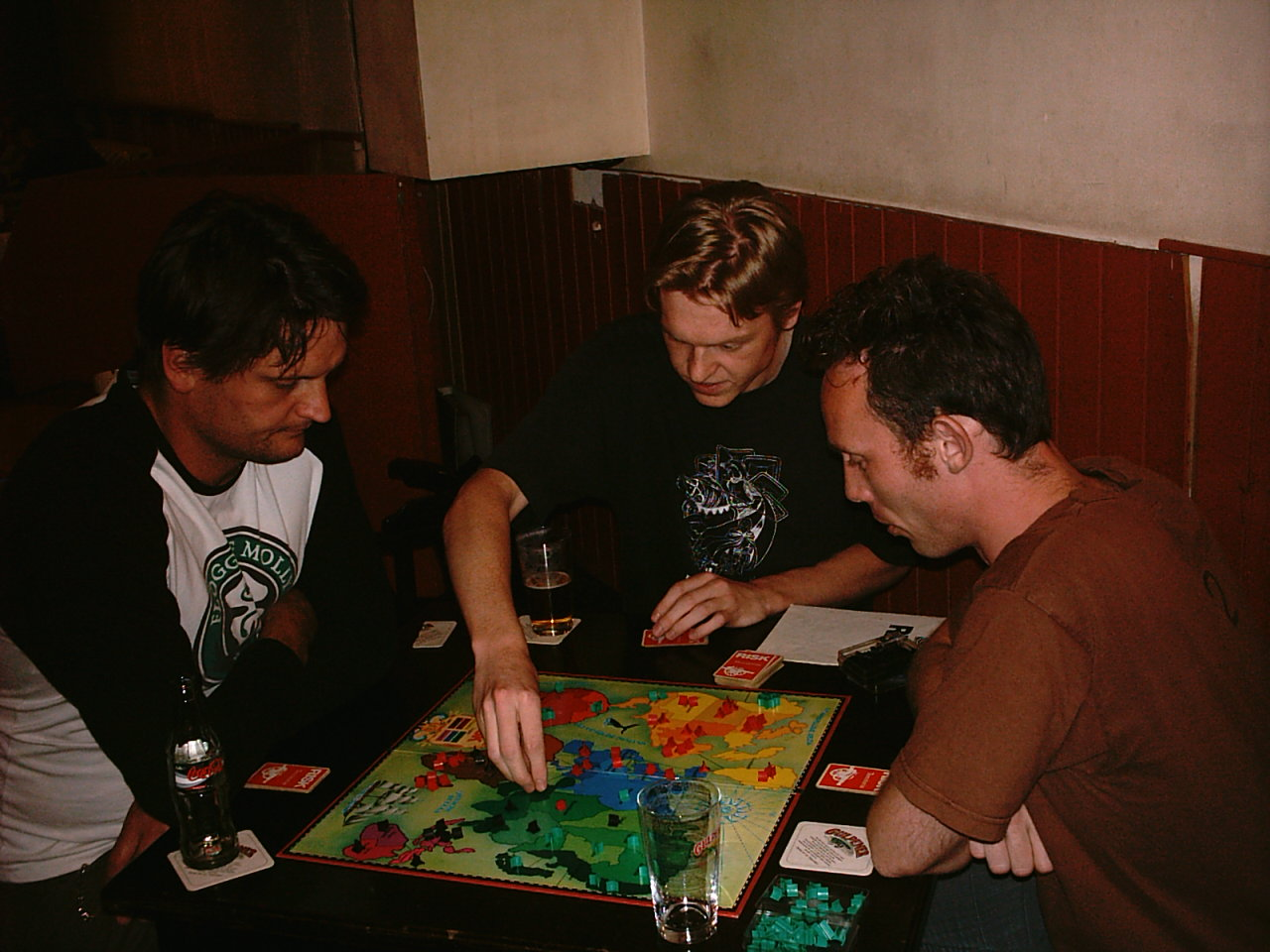
Partie de Risk

Risk est un jeu au tour par tour pour 2 à 6 participants. Le plateau présente une carte politique stylisée du monde divisée en 42 territoires groupés en 6 continents. Pour commencer, un des joueurs distribue les "cartes pays", en ayant pris le soin de retirer les jokers. Une fois la distribution faite, tous les joueurs posent un fantassin sur chacun de ces pays. Puis le distributeur des cartes fait choisir, face cachée, une mission. On ne doit bien sûr pas connaître la mission de son adversaire, mais essayer de la deviner en fonction de la stratégie de jeu de celui-ci. Ainsi, en fonction de leur mission, ou non s'ils veulent bluffer, les joueurs placent leurs fantassins restants sur leurs pays, sans limite d'effectif, avec un minimum de 1 fantassin par pays.
Le jeu consiste à allouer des armées dans les territoires contrôlés puis attaquer les zones voisines pour les conquérir. C’était le premier jeu populaire où le mouvement n’était pas déterminé par un jet de dé. La résolution des combats, par exemple, ne demande aucun calcul particulier, il est décidé en jetant un, deux ou trois dés par joueur participant au combat. Ses deux limites sont la place prépondérante du hasard et l'absence de plusieurs niveaux de jeu, c'est-à-dire l'absence de mécanismes parallèles qui permettent de contrebalancer le déséquilibre des forces sur la carte. Un participant est éliminé s’il ne lui reste plus de territoires. Il y a différents modes de jeux .

### Renforts
Avant la phase de combat, le joueur a 3 possibilités d'obtenir des renforts.
- Pour obtenir les renforts liés aux territoires en sa possession, le joueur compte ses territoires, divise ce nombre par trois, puis arrondit ce résultat à l'entier inférieur (exemple  : 14 territoires / 3 ≈ 4.67 → 4 renforts). Au minimum, il reçoit toujours trois régiments par tour, quel que soit le résultat de ce calcul.

- Un joueur gagne des renforts supplémentaires s'il possède tous les territoires d'un continent.

| Continent        | Nombre de régiments supplémentaires |
| ---------------- | ----------------------------------- |
| Afrique          | 3                                   |
| Amérique du Nord | 5                                   |
| Amérique du Sud  | 2                                   |
| Asie             | 7                                   |
| Europe           | 5                                   |
| Océanie          | 2                                   |

Ainsi, les quatre continents généralement choisis comme « bases arrière » sont l'Océanie, les Amériques et l'Afrique. L'Océanie étant facile à défendre et éloignée du théâtre des opérations (l'Asie étant quasi-imprenable), les joueurs y concentrant leurs forces sont en principe mal vus. L'Amérique du Sud est également facile à défendre toutefois sa position géographique en fait une zone tampon sans débouchés, puisque l'Amérique du Nord et l'Afrique sont généralement investis. Le joueur tentant de la contrôler risque même de se retrouver bloqué, puisque toute attaque contre un des deux continents frontaliers est une véritable incitation pour l'autre continent à en profiter pour intervenir. Enfin, l'Afrique, comparée à l'Amérique du Nord, rapporte peu pour une défense assez difficile et est donc déconseillée aux piètres diplomates.  
- Il peut également jouer une combinaison de 3 cartes qui rapporteront entre 4 et 10 armées de renfort, suivant la combinaison dont il dispose.

Le joueur place ses renforts comme bon lui semble sur les territoires lui appartenant.

### Attaques
Une stratégie est de concentrer quelques régiments à un endroit, puis attaquer sur un autre théâtre d'opérations pour gagner des cartes de renfort et détourner l'attention et, enfin, attaquer lorsque l'on a la bonne combinaison de renfort en main.

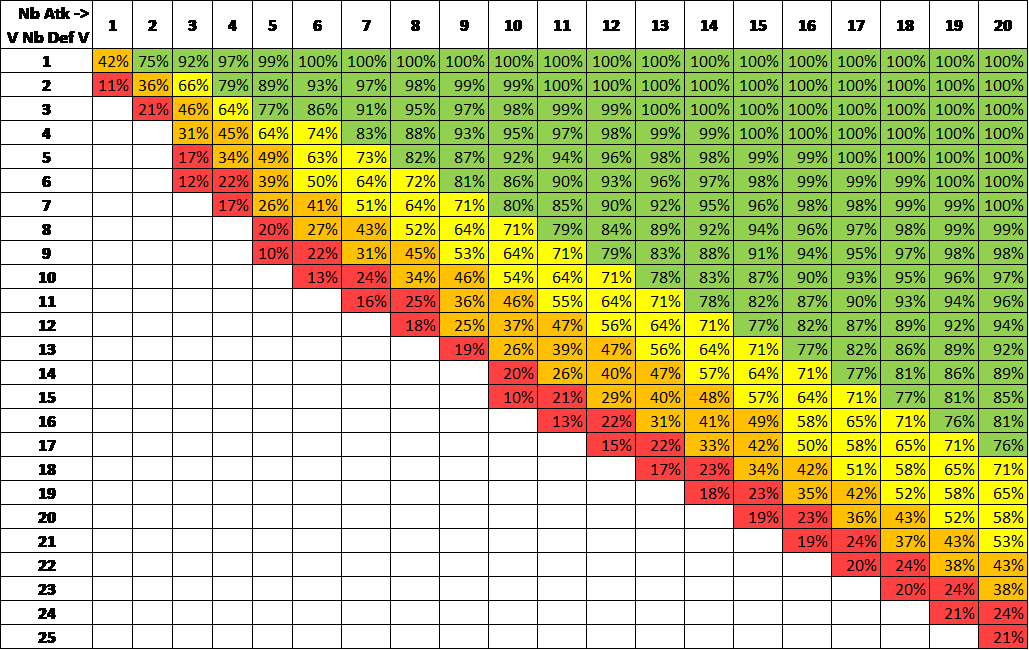
Probabilité de victoire en fonction du nombre d'attaquants et de défenseurs (soldat de réserve exclus)

Le joueur mène autant d'attaques qu'il le désire. Pour cela, il déplace un certain nombre de régiments d'un de ses territoires vers un territoire adverse voisin. Il ne peut amener des armées que d'un seul territoire pour une même attaque. Des armées victorieuses peuvent lancer une autre attaque vers un autre territoire. Une seule contrainte : on ne peut jamais laisser un territoire vide. 
Une attaque se résout de la manière suivante :
L'attaquant jette un à trois dés suivant le nombre de régiments qu'il désire engager (avec un maximum de trois régiments engagés, et en considérant qu'un régiment au moins doit rester libre d'engagement sur le territoire attaquant) et le défenseur deux dés (un s'il n'a plus qu'un régiment). On compare le dé le plus fort de l'attaquant au dé le plus fort du défenseur et le deuxième dé le plus fort de l'attaquant au deuxième dé du défenseur. Chaque fois que le dé du défenseur est supérieur ou égal à celui de l'attaquant, l'attaquant perd un régiment; dans le cas contraire, c'est le défenseur qui en perd un.
Exemple : l'attaquant fait 6, 3, 2 et le défenseur 4, 3. On compare : 6>4 le défenseur perd un régiment, 3=3 l'attaquant perd un régiment.
|                       | Attaquant lance 3 dés                                                           | Attaquant lance 2 dés                                                                  | Attaquant lance 1 dé                              |
| Défenseur lance 2 dés | atk perd 2 pions : 29,2 % chacun perd un pion : 33,6 % def perd 2 pions : 37,2% | atk perd 2 pions : 44,8 % atk et def perdent 1 pion : 32,4 % def perd 2 pions : 22,8 % | atk perd 1 pion : 74,5 % def perd 1 pion : 25,5 % |
| Défenseur lance 1 dé  | atk perd 1 pion : 34,0 % def perd 1 pion : 66,0 %                               | atk perd 1 pion : 42,1 % def perd 1 pion : 57,9 %                                      | atk perd 1 pion : 58,3 % def perd 1 pion : 41,7 % |

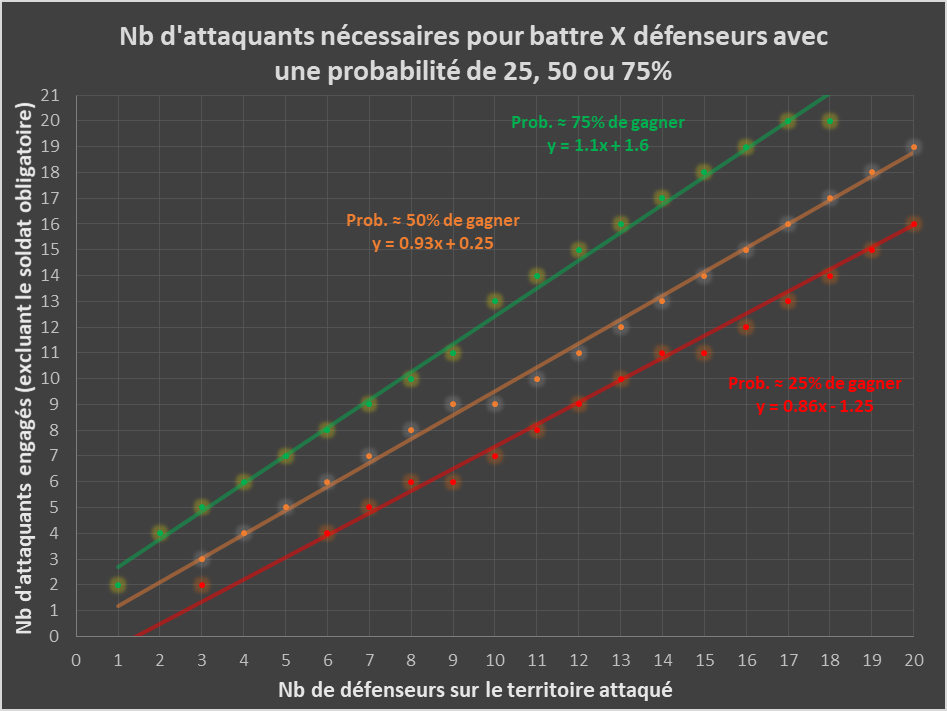
Nombre d'attaquants nécessaires pour battre X défenseurs avec une probabilité de 25, 50 ou 75%

Le combat continue jusqu'à l'élimination d'une des deux forces en présence ou que l'attaquant se désiste pour conserver une position forte.

Note : L'étape de la fortification des territoires (où l'on peut déplacer des bataillons d'un territoire à l'autre) s'effectue seulement après l'abandon du combat émis par l'attaquant.

### Mission
Chaque joueur tire au hasard en début de la partie une carte de mission secrète qu'il doit accomplir pour gagner, pour valider sa victoire il doit  alors garder son objectif atteint pendant un tour. Elle consiste à, soit éliminer un autre joueur, soit conquérir un certain nombre de terrains, soit la totalité de plusieurs continents (l'Asie et l'Afrique par exemple).
- Les joueurs peuvent aussi décider de ne pas tirer de cartes missions et de se fixer pour objectif la conquête du plateau entier. Toutefois, ce genre de parties dure longtemps.

Dans la dernière édition du jeu classique, les joueurs piochent quatre missions au lieu d'une seule, une de chaque grade : major, capitaine, colonel et général. Chaque grade représente une difficulté.
Le premier joueur qui réalise ses quatre missions gagne la partie.

### Politique et alliances
Il n’y a pas de règle concernant la formation ou la fin d’alliances. C'est justement là que réside l'intérêt principal du Risk : il s'agit de faire de la bonne diplomatie pour conclure les bonnes alliances et ne se mettre personne à dos. Qu'il faille surestimer verbalement ses forces, notamment grâce au « secret » des cartes territoires que l'on n'a pas encore utilisées, afin d'impressionner l'ennemi, ou au contraire les sous-estimer afin d'éviter toute alliance adverse, c'est tout l'art de la rhétorique qui entre en compte afin de mener à bien une partie. D'autre part il faut savoir trahir ses plus fidèles alliés ou épargner ses pires ennemis afin de mener à bien ses plans de conquête du monde, tous les retournements d'alliance étant possibles, tout en sachant également préserver sa réputation pour les parties futures...

### Carte

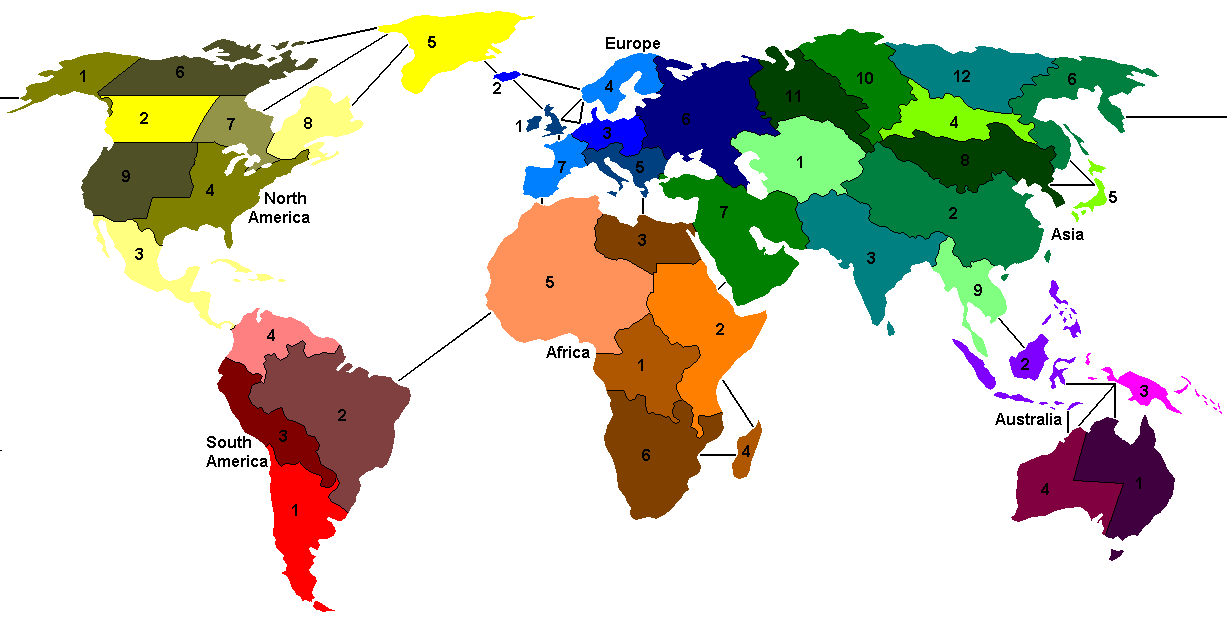

| Europe 1. Grande-Bretagne 2. Islande 3. Europe du Nord 4. Scandinavie 5. Europe du Sud 6. Ukraine 7. Europe occidentale | Asie 1. Afghanistan 2. Chine 3. Inde 4. Tchita 5. Japon 6. Kamtchatka 7. Moyen-Orient 8. Mongolie 9. Siam 10. Sibérie 11. Oural 12. Yakoutie | Amérique du Nord 1. Alaska 2. Alberta 3. Amérique centrale 4. États de l'Est 5. Groenland 6. Territoires du Nord-Ouest 7. Ontario 8. Québec 9. États de l'Ouest Amérique du Sud 1. Argentine 2. Brésil 3. Pérou 4. Venezuela | Afrique 1. Congo 2. Afrique de l’Est 3. Égypte 4. Madagascar 5. Afrique du Nord 6. Afrique du Sud Océanie 1. Australie Orientale 2. Indonésie 3. Nouvelle-Guinée 4. Australie Occidentale |

## Histoire
Le jeu a été créé en 1957 par le réalisateur français Albert Lamorisse sous le nom La Conquête du Monde. Le jeu a ensuite été remanié par Jean-René Vernes pour le rendre plus rapide et plus ludique en 1957. Il a alors pris le nom Risk.

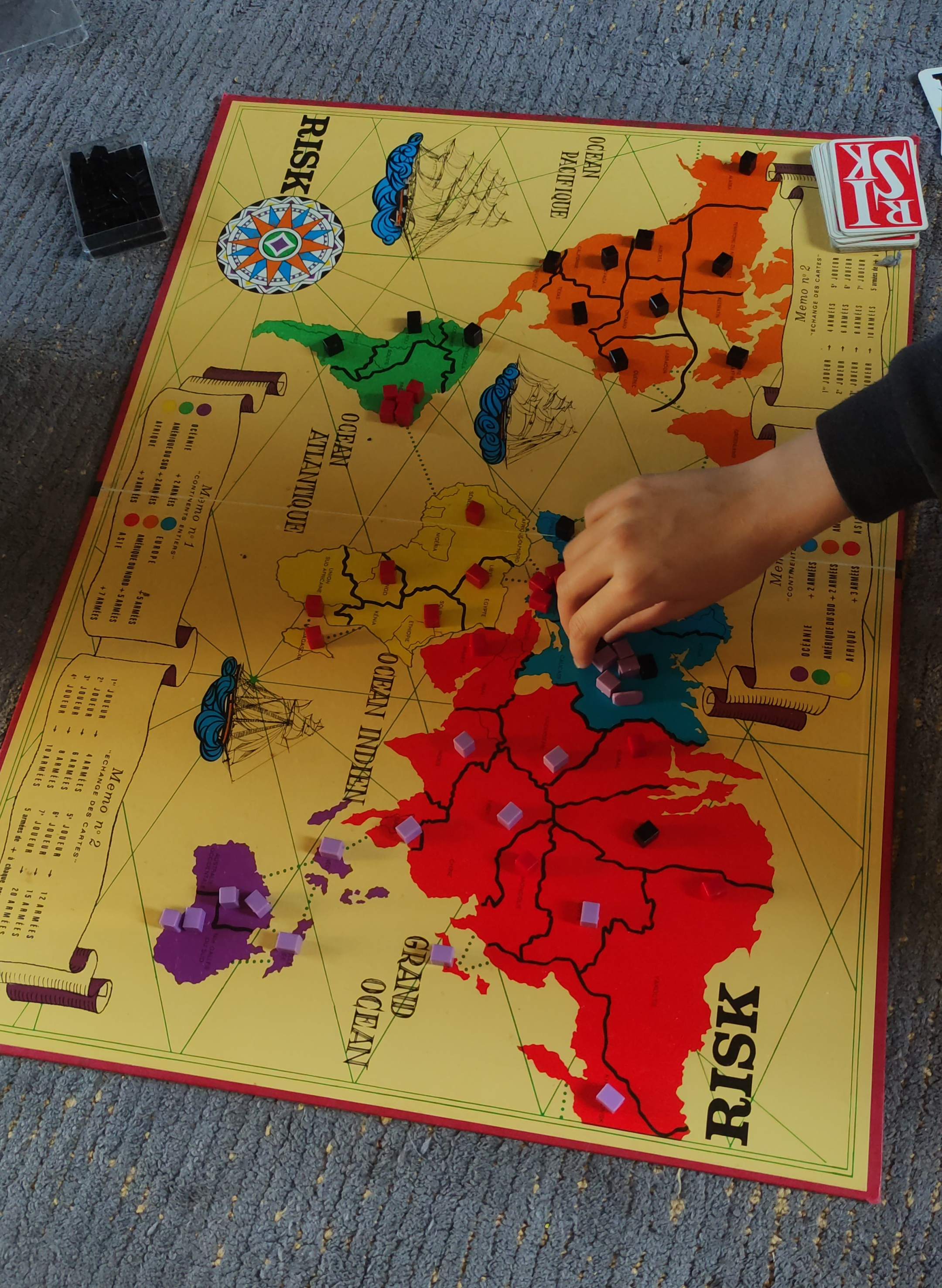
Partie en cours, édition 1970

## Versions
Le jeu a été adapté en de nombreuses versions :
- Risk : Édition Napoléon édité par Tilsit en 1999 puis réédité en 2007 chez Parker : La carte du monde est remplacée par celle de l'Europe. Dans cette version, chaque joueur doit protéger son château de ses adversaires.
- Risk : Édition Classique (2008) : la carte du monde n'est pas remplacée par l'Europe (elle garde ses 6 continents) mais les joueurs doivent prendre 2 missions chacun et non pas 1, la mission majeure la plus difficile (couleur noire) et la mission mineure (couleur rouge), les pions sont représentés par des flèches, les petites et les grandes qui valent trois fois les petites. Chaque joueur possède la même quantité de pions et tous ont une couleur de pions différente. Et enfin les joueurs ne peuvent pas faire plusieurs attaques en une fois mais ils doivent attendre un autre tour pour réattaquer.
- Risk Express : Jeu de voyage sans plateau, c'est avant tout un jeu de dés et de cartes.
- Risk : Édition Napoléon, nouvelle édition édité par Parker/Hasbro (2007) : La carte du monde est remplacée par celle de l'Europe étendue jusqu'au nord de l'Afrique. Deux niveaux de jeu, le classique où vous devez être le premier joueur à réussir vos quatre missions pour gagner et l'avancée où chaque mission réussie, Empire contrôlée et général capturé vous rapporte des points de victoire. Dans la version avancée, les cartes de territoire ont des effets qui peuvent être utilisés au lieu de les échanger contre des renforts.
- Risk CDG : Une version collector créée en 2007 par Christophe D. G. qui propose une carte d’époque enrichie de routes maritimes.
- Risk Europe : est une version prenant place dans une Europe médiévale. Elle se base sur les règles classiques auxquelles sont ajoutées de nouvelles règles comme le choix d'une capitale de départ octroyant un pouvoir, la construction de forts, la récolte de taxes pour recruter de nouvelles armées et acheter des couronnes nécessaires à la victoire, etc.
- Risk Médiéval : Une version créée par 2 fans du jeu Risk présentant la France des duchés et baronnies. Le sud de l'Angleterre, le nord de l'Espagne et l'ouest de l'Italie et de la Prusse sont également présents sur la carte.  Le plateau peut accueillir jusqu'à 10 joueurs. Les fleuves servent de frontières naturelles, des ponts à certains emplacements assurent la jonction.
- Risk Junior : une version pour enfants. Il s'agit de récolter un maximum de trésor en explorant les îles d'un archipel pirate.

Certaines d'entre elles sont basées sur des licences :
- Risk: Star Wars Original Trilogy : Édition de Rob Daviau et Dan Sanfilippo inspirée de la trilogie Star Wars.
- Risk Star Wars : Édition Guerre des Clones : Version du Risk permettant de rejouer les batailles des épisodes 2 et 3 de Star Wars. Les règles habituelles sont modifiées par l'appui aérien des vaisseaux spatiaux. Par ailleurs "l'ordre 66" peut être lancé en cours de partie et bouleverser les conditions de victoire.
- Risk : Le Seigneur des Anneaux : Inspirée par la trilogie du Seigneur des anneaux, le plateau représente la Terre du Milieu. Le jeu est rythmé par la progression de l'Anneau de la Comté à la Montagne du Destin. De nouvelles cartes et des héros complètent le système de jeu classique.
- Risk Narnia : Fondée sur le second chapitre de Narnia : le lion, la sorcière blanche et l'armoire magique. Vous pouvez combattre avec les forces d'Aslan ou de la sorcière blanche.
- Risk Transformers : Fondé sur le film Transformers, les joueurs peuvent jouer du côté des Autobots ou des Decepticons sur une carte stylisée de Cybertron.
- Risk: Game of Thrones : Édition collector inspirée des romans et de la série télévisée Game of thrones contenant deux plateaux représentant Essos et Westeros. Les pions (armées) sont à l'effigie des sept maisons.
- Risk: The Walking Dead édition de Survie : Inspiré du comics The Walking Dead cette variante du Risk propose aux joueurs (en plus des règles habituelles) de s'allier contre une horde de zombies. Sans cette alliance, l'issue de la partie pourrait être fatale[3].
- Risk: Marvel Cinematic Universe

Certaines versions sont uniquement disponibles en anglais comme :
- Risk 2210 : Édition futuriste du Risk. Le plateau classique est complété par des continents sous-marins et un second plateau lunaire. Des points d'énergie permettent d'acheter des commandants (terrestre, naval, lunaire, nucléaire ou diplomatique), les cartes aux différentes fonctions qui leur sont assignées, ou des stations spatiales, nécessaires pour accéder à la Lune. Le jeu est limité à cinq tours au bout desquels le joueur dont l'empire est le plus étendu l'emporte.
- Risk 2210 Frontline: Season on Mars : Extension de Risk 2210 avec une nouvelle carte, le jeu cette fois-ci se joue sur Mars, réalisé par Mike Gills et distribué par Avalon Hill. N'existe qu'en anglais. Jeu très rare
- Risk GodStorm : Cette version du Risk se déroule dans un monde antique où les armées sont appuyées par les pouvoirs de leurs dieux. Le système de jeu est proche de celui de Risk 2210.
- Risk: Halo Wars : Édition prévue pour juillet 2009 aux États-Unis, basée sur le jeu vidéo Halo Wars.
- Risk: Halo Legendary Édition sortie en 2013 aux États-Unis, une autre version de Halo. La boite contient trois plateaux (un grand et deux petits) et se déroule sur une planète et non la galaxie.
- Risk StarCraft : Cette version du jeu nous plonge dans l'univers Starcraft. Prenez le commandement des armées Terrans, Protoss ou Zergs et affrontez vous sur une carte galactique du secteur Koprulu. Le jeu est basé sur les mêmes règles que Risk HALO WARS.
- Risk: The Dalek Invasion of Earth (aussi connu sous le nom Risk: Doctor Who), basée sur l'univers de la série britannique, cette édition vous permet d'incarner les infâmes Daleks et de tenter d'envahir la Terre à la recherche d'une ancienne arme cachée sur celle-ci.
- Risk: Metal Gear Solid : permet de prendre le contrôle d'une SMP (Société Militaire Privée) afin d’étendre son influence sur la planète. Des unités spéciales basées sur les personnages de la saga vidéoludique Metal Gear Solid, comme Solid Snake, peuvent être recrutées.

## Adaptations en jeu vidéo
Risk a fait l'objet de nombreuses adaptations en jeu vidéo.

## Adaptations en livre-jeu
A lire seul, éventuellement à deux.
- Escape Book : Risk Junior (Nathalie Lescaille, 2021). Un jeu pirate où il s'agit de récolter le maximum de trésors sur les différentes îles d'un archipel. Ce livre-jeu reprend le plateau de jeu de la version Risk Junior de 2019.
- Escape Book : Risk - Pour l'empereur (Gauthier Wendling, 2021). Une partie du livre-jeu consiste à s'évader de lieux clos thématisés (forteresse, navire de guerre) avant de mener l'armée de Napoléon III à la victoire contre, au choix, la Prusse ou le Royaume-Uni. Les chapitres stratégiques reprennent le plateau de jeu de la version Risk : édition Napoléon de 2002. L'aspect stratégique tient aux choix de déplacement : attaquer de front, contourner, chercher des renforts ailleurs ? Suivant que le lecteur a été plus ou moins bon pour déchiffrer énigmes et codes secrets, telle stratégie sera pour lui préférable.

## Adaptations en escape game
- Escape Box Risk[4] (Gauthier Wendling, 2020). Il s'agit d'un jeu collaboratif en temps limité. Le plateau de la version traditionnelle de Risk est repris. Les joueurs doivent résoudre une énigme par pays pour considérer la zone comme conquise. L'aspect stratégique tient à la manière dont les joueurs se répartissent les énigmes à résoudre et gèrent le temps.

## Tournois
Il n'existe pas de tournois de Risk officiels, mais il existe des champions nationaux, continentaux et mondiaux (amadrix, syori…)
Organisation d'un Tournoi en 1994 en France par la société PARKER, Champion Lionel LEFEVRE lors de la finale à l'école des Ponts et chaussées

## Dans la culture populaire
- Dans l'épisode 12 de la saison 6 de la série Seinfeld, Kramer et Newman jouent une partie de Risk.
- Dans l'épisode 17 de la saison 2 de la série Malcolm, la famille de Malcolm joue à un jeu qui s'appelle Continents et Conquérants, qui n'est autre que le jeu Risk.